# اچ‌ام‌اس بوین (۱۷۹۰)
اچ‌ام‌اس بوین (۱۷۹۰) (به انگلیسی: HMS Boyne (1790)) یک کشتی بود که طول آن ۱۸۲ فوت (۵۵ متر) بود. این کشتی در سال ۱۷۹۰ ساخته شد.